# ژل (بلژیک)
شهر ژل (به فرانسوی: Geel) در شهرستان تورنو در استان آنتوئر در منطقه فلاندری در کشور بلژیک واقع شده‌است.